# Colosseum (Brigittenau)
Das Colosseum war von den 1830er Jahren bis 1842 ein Tanz- und Vergnügungsort in der damaligen Wiener Vorstadt Brigittenau (seit 1850 2., seit 1900 20. Wiener Gemeindebezirk). Der Ort lag auf einer Insel der noch unregulierten Donau an der Route von der ummauerten Stadt Wien an das linke Donauufer und weiter in die nördlichen und nordöstlichen Gebiete des Kaisertums Österreich.
Das Etablissement befand sich an der heutigen Ecke Jägerstraße 82 / Zrinyigasse 15 in einem damals noch weitgehend unverbauten Gebiet weit nördlich des Zentrums der Brigittenau.
Von Anton Czermak, Weinhändler in der Altstadt, 1828 erbaut und vornehm ausgestattet, hatte das Lokal, damals noch nicht Colosseum genannt und anfangs nur für geschlossene Gesellschaften gedacht, mit viel Konkurrenz in den biedermeierlichen Vororten Wiens zu kämpfen und florierte daher nicht richtig. Czermak verkaufte es daher per 1. Juni 1834 an den Architekten Carl Hör (oder Hoer), der, so Czeike, für immer wieder wechselnde Belustigungen und Vergnügungen sorgte und damit die Frequenz wesentlich steigerte. Hör nannte seinen Betrieb vorerst Ländliches Tivoli, später Colosseum (1839: Kolossäum), und führte den Betrieb bis Ende Juni 1842.
Der Coloss, der dem Etablissement den einprägsamen Namen verschaffte, war ein Riesenelefant, der aus Holz, Stroh und Papiermaché gebaut wurde und 50 Personen fasste. Im „Colosseum“ spielte unter anderem Joseph Lanner mit seinem Orchester.
1840 ließ Carl Hör das erste „Massenverkehrsmittel“ Wiens bauen, die Brigittenauer Eisenbahn, eine Pferdeeisenbahn. Sie fuhr auf einer Strecke von ca. 1,8 km vom Donaukanal bei der Altstadt zum Colosseum, im Publikumsbetrieb zum ersten Mal am 2. Juli 1840. Sie wurde mit Betriebsende des Colosseums am Peter- und Pauls-Tag, 29. Juni 1842, eingestellt, das transportable Inventar verkauft.
Carl Hör arbeitete zu dieser Zeit bereits an seinem nächsten, der Altstadt näher gelegenen Projekt, dem 1843 eröffneten Vergnügungspark Universum.